# ترشيح

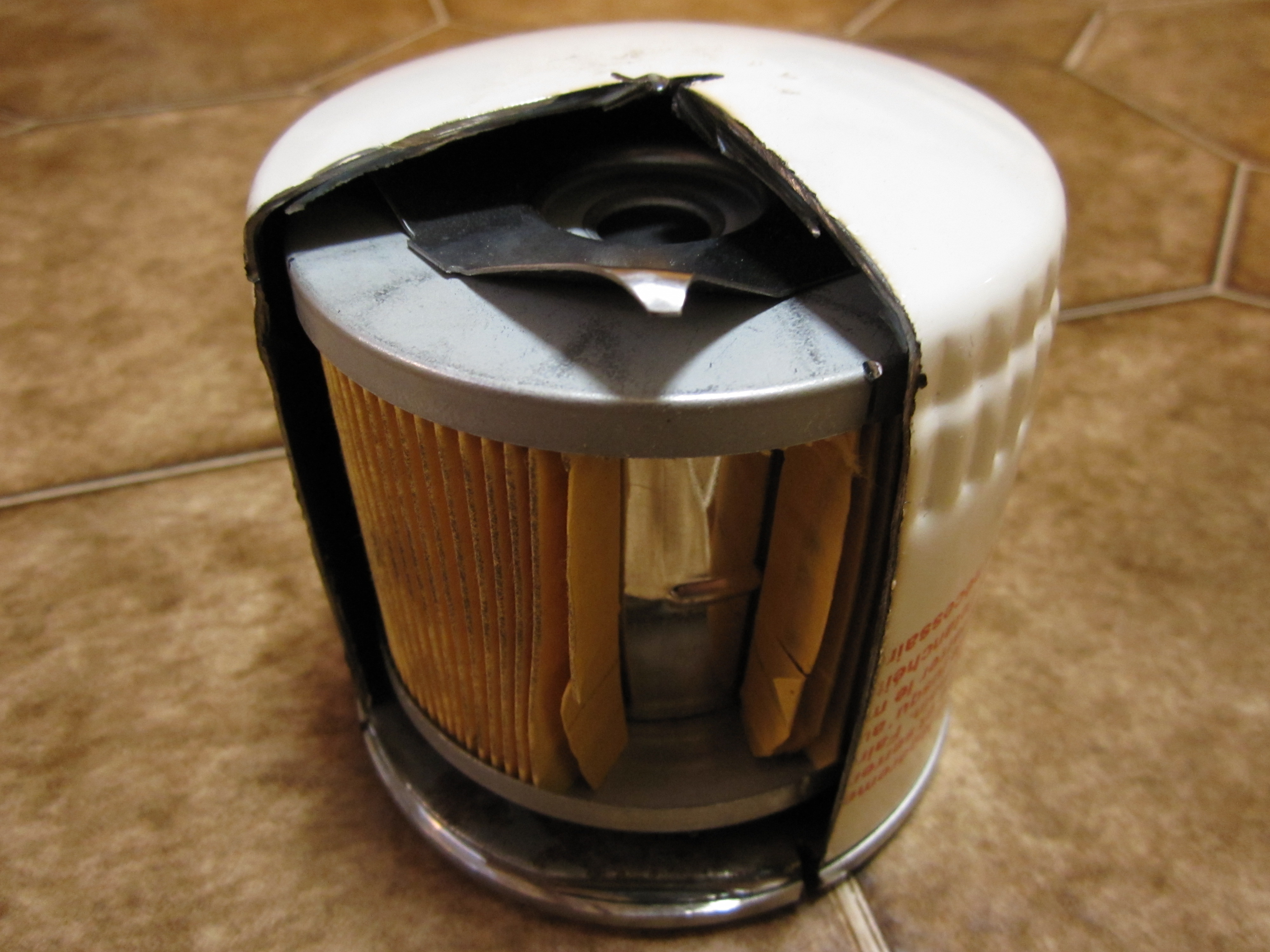
مرشح زيت تشحيم من سيارة، مفتوح ليظهر الورق المستعمل داخله.

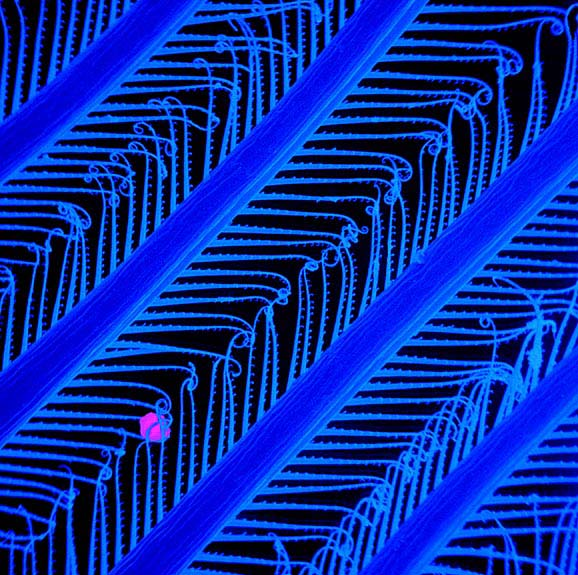
شبكة قرديس البحر

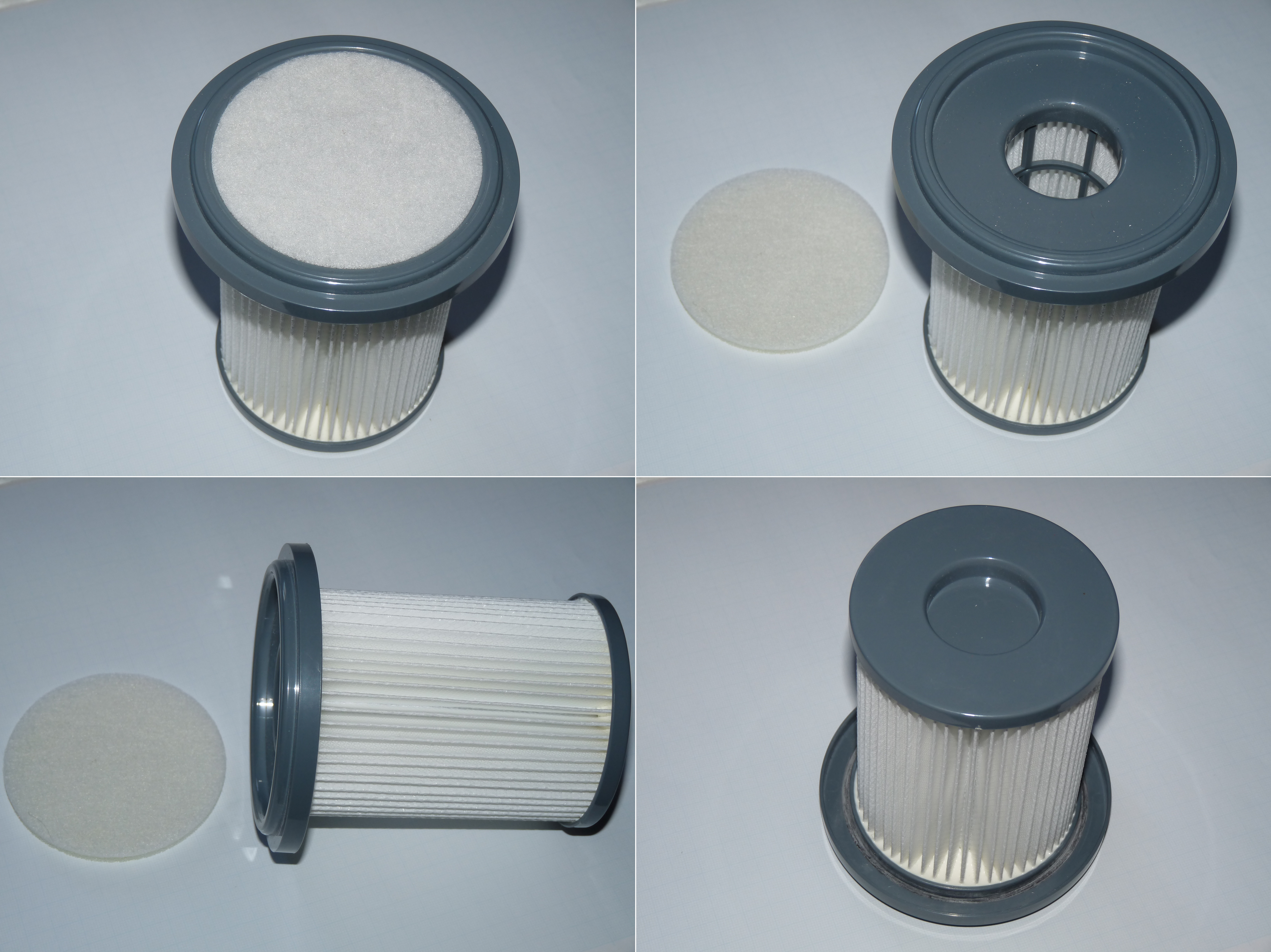
مرشح هواء عالي الكفاءة لمكنسة كهربائية حديثة.

الترشيح أو التصفية في الكيمياء والطب عملية ميكانيكية تفصل مواد صلبة غير ذوابة من الموائع (سوائل أو غازات) وذلك بوضع غشاء مسامي يسمى مرشح  يسمح للمائع بالتدفق والمرور خلال مسام الغشاء، ولكن لا تسمح للمواد الصلبة (أو على الأقل جزء من المواد الصلبة) بالمرور، ويجب التأكيد على أن عملية الترشيح ليست كاملة وتعتمد على مقاييس المسام وسمك المرشح فضلاً عن مواصفات المرشح.
و يستخدم الترشيح لتنقية الموائع. فعلى سبيل المثال، فصل الغبار من الجو لتنظيف الهواء المحيط. وعملية الترشيح، بوصفها عملية فيزيائية، مهمة جدًا في الكيمياء لفصل المواد ذات التركيب الكيميائي المختلف في المحلول (أو المواد الصلبة التي يمكن حلها) حيث يتم استخدام أولا مادة تتفاعل لترسيب إحدى المواد وبعدها يستخدم المرشح لفصل المادة الصلبة من المواد الأخرى. والترشيح عملية مهمة أيضًا وتستخدم بشكل واسع كعملية أساسية في الهندسة الكيميائية.
ويجب الانتباه إلى عدم الخلط بين الترشيح والغربلة (بالإنجليزية: sieving). ففي الغربلة يوجد طبقة وحيدة فقط للمنخل، حيث تحدث الغربلة بحسب حجم جزيئات المواد الصلبة بحيث لا يمكن للجزيئات الكبيرة أن تمر من ثقوب المنخل (انظر توزع أحجم الجسيمات(particle size distribution)). أما في الترشيح، فيتم استخدام مرشح متعدد الطبقات، وتعتمد عملية الترشيح على آليات مختلفة، مثل الاعتراض المباشر، والانتشار وفعل القوة النابذة، حيث تعلق الجزيئات غير القادرة على اتباع المجاري المتعرجة في المرشح.

## أساسيات الترشيح
يمرر المخلوط المراد فصله في مرشح، منه ما هو مصنوع من الورق أو النسيج أو معدني مثل المنخل؛ ومن الممكن أن يكون حوضا به كمية مرشحة مثل الرمل أو الحصى. وتتميز مواد المرشحات بكونها مقاومة لمادة الحبيبات المراد ترشيحها. وبعكس الصورة المنتشرة عن أن الترشيح هو ترشيح غبار أو رواسب تكون حبيباته أكبر من مسام المرشح، إلا أن ذلك لا يشكل إلى طريقة من بين طرق عديدة. من بين الطرق الأخرى استغلال وزن الحبيبات، وانتشار الحبيبات، وولذلك تنفصل أيضا حبيبات من الممكن أن تكون أصغر من مسام الغشاء المرشح.
وعند إجراء ترشيح مخلوط من الغازات فإن المرشح يتميز بنطاق لحجم الحبيبات، لا تنفصل فيه جميع الحبيبات بالكامل - كما في حالة الترشيح المعتمد على وزن الحبيبات، كما لا تنفصل حبيبات أصغر من المسام انفصالا كاملا، وهذا ممكن حدوثه بسبب انتشار الحبيبات.

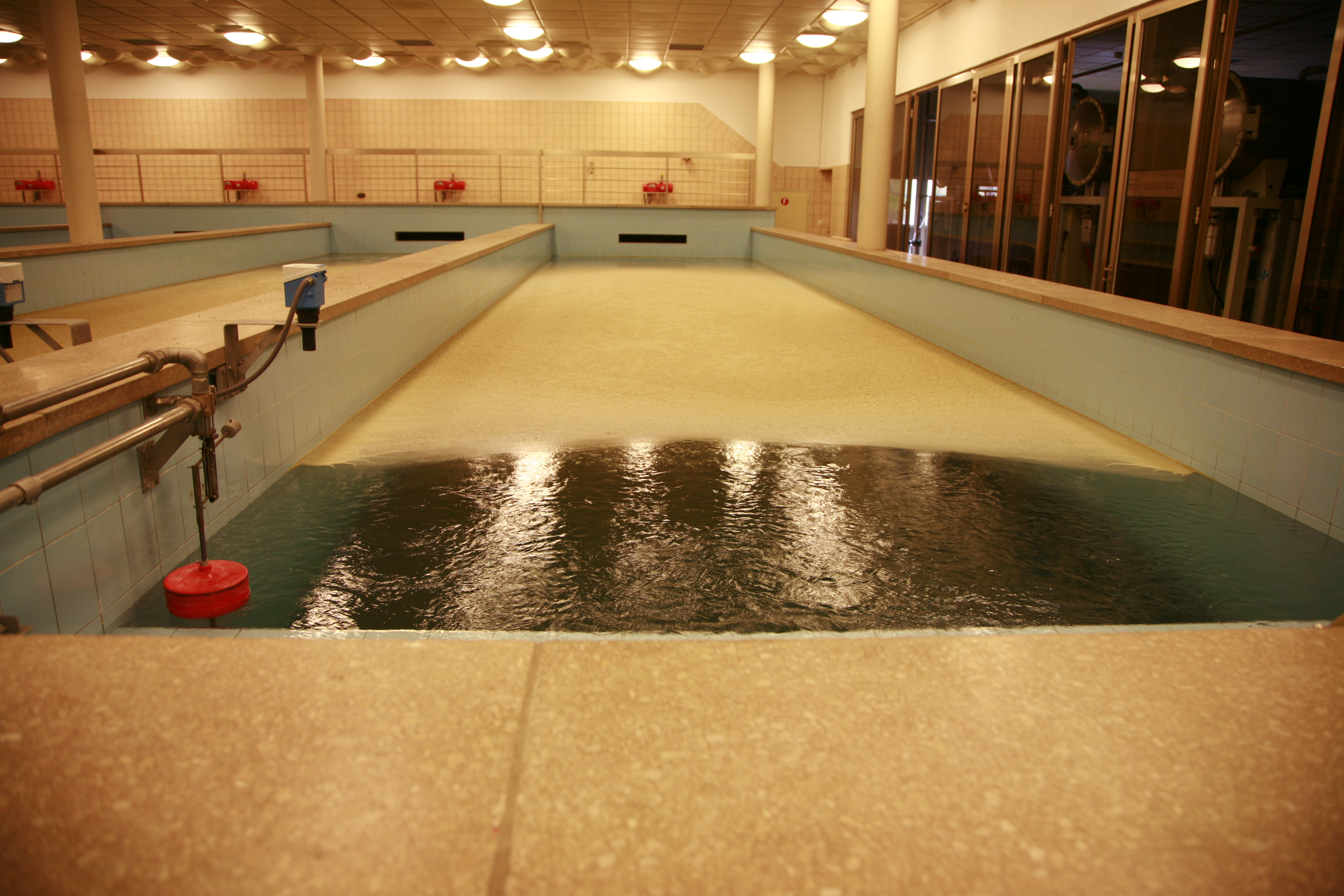
تنقية المياه: جزء من الشوائب يطفو على السطح في حوض الحصى.

بعد فترة من بدء أجراء عملية ترشيح تتراك الحبيبات الغير ذائبة في المحلول على سطح المرشح مكونة طبقة تسمى كيك ترشيح. أو تصغر مسام المرشح بسبب تراكم الحبيبات عليها. وبعد تكون طبقة الحبيبات المستبعدة فعادة يزداد عددها مع استمرار الترشيح، إلا أن سرعة الترشيح تقل في نفس الوقت، بسبب مقاومة الطبقة لمرور المحلول فيها.
وبحسب طريقة الترشيح فيجب عادة إزالة كيك الترشيح من على غشاء الترشيح بين الحين والآخر (مثلا بواسطة الرج أو تصليت سائل عليه عكسيا، أو بإجراء نبضات ضغطية في عكس اتجاه السريان؛ أو استبدال الغشاء المرشح (في حالة مرشحات الهواء يتم استبدالها فال الغلاب قبل تكون طبقة الكيك عليها بفترة).
وعند ترشيح السوائل بطريقة دورية بين ترشيح ثم تنظيف وتكرار ذلك فتسمى عملية «ترشيح ذات نهاية ميتة»، حيث يتوقف الترشيح بعد فترة باستمرار، بسبب انسداد مسام المرشح. ولكن توجد طريقة لمنع ذلك وهي طريقة ترشيح جريان تقاطعي، وهو يطبق لاقتصادياته، فبواسطة لا حاجة إلى توقيف الترشيح لتنظيف المرشح ثم الترشيح فترة أخرى وهكذا. يعمل ترشيح الجريان التقاطعي على جريان السائل المراد ترشيحه موازيا لسطح غشاء الترشيح فيطرد ما يترسب عليه من حبيبات، ونحصل عند الوجه الآخر من الغشاء على المحلول المرشح، ويسمى «الراشح».
للأغراض الصناعية فقد طورت أنواع كثيرة من أنظمة المرشحات. فعند فصل مواد صلبة من سائل فتصنف عملية الترشيح إلى نوعين: «الترشيح النظيف» و «ترشيح فصل». في الترشيح النظيف تنفصل الحبيبات الصلبة من الراشح، وبعدها يتم تنظيف الراشح. أما في الحالة الثانية فإن السائل والمواد الصلبة الموجودة في المحلول الأولي تنفصل عن بعضها البعض، ويصبح لدينا حبيبات المادة الصلبة في ناحية والسائل في ناحية أخرى.

## استخدامات الترشيح
واعتمادًا على هذا التطبيق، يمكن عزل إما أحد المركبين أو كلاهما. وتشمل الأمثلة على عملية الترشيح

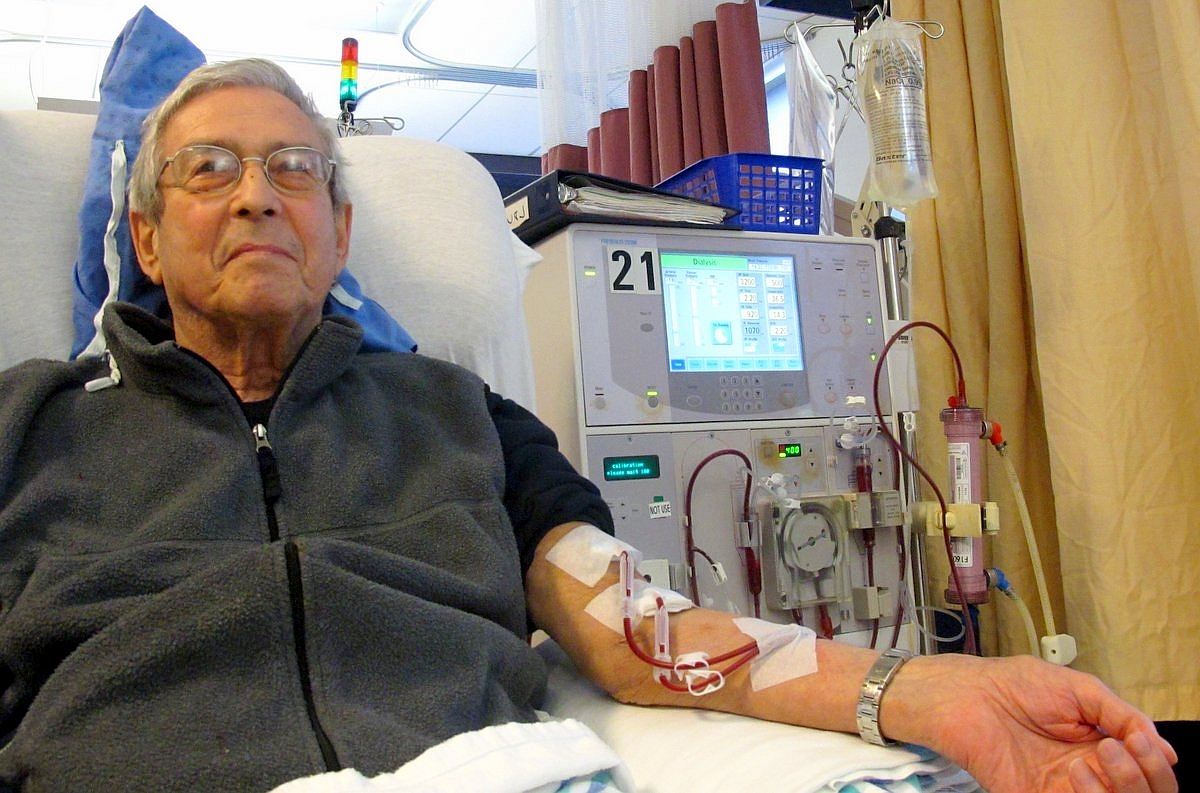
مريض يجرى له غسيل كلوي.

- مرشح القهوة لإبقاء القهوة منفصلة عن الرواسب.
- في الطب: غسيل الكلى
- استخدام مرشحات (HEPA : High Efficiency Air Particulate) في تكييف الهواء لإزالة الجسيمات من الهواء.

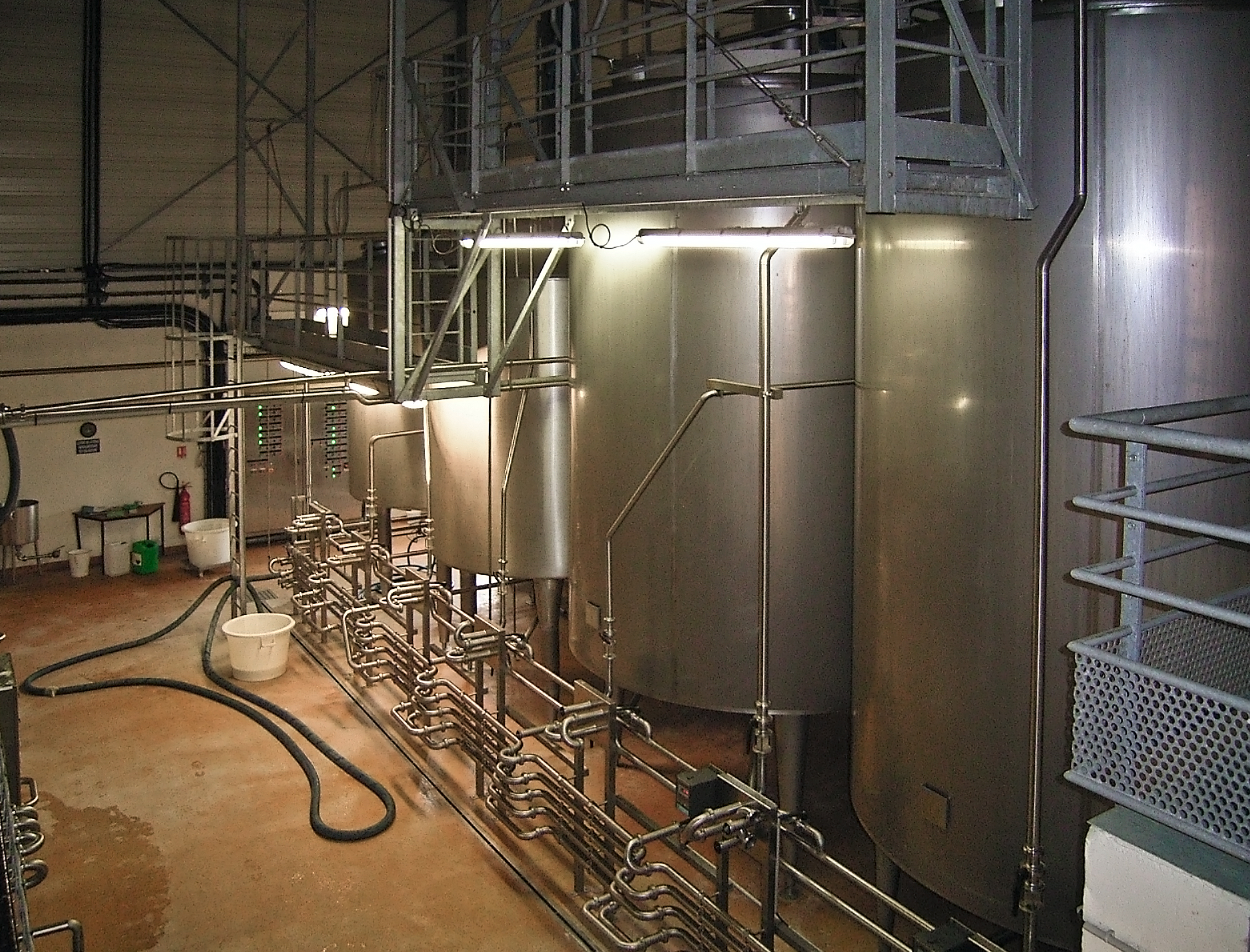
في مصنع جبن في فرنسا.

- تفصل عملية الترشيح بين الجسيمات والمائع من المحلول المعلق
- ولفصل مزيج من المركبات الكيميائية، يتم اختيار مذيب قادر على حل المكون الأول، وغير قادر على حل المكون الثاني. يتم بعدها ترشيح المحلول، فيمر عندها العنصر الأول خلال المرشح، فيما يبقى العنصر الآخر على هيئة محلول مستبعد.

وهذه واحدة من أهم التقنيات التي يستخدمها الكيميائيون لتنقية المركبات.
- ويستخدم الترشيح لتنظيف تيارات الهواء أو تيارات الغازات الأخرى.
- وتستخدم المرشحات في الأفران لمنع الغازات الضارة من الوصول إلى الجو.
- كما تستخدم المرشحات في أنظمة النقل الهوائية لترشيح أو إيقاف أو تبطيء جريان المواد المنقولة، من خلال استخدام مرشح كيسي (baghouse).
- في الصناعات الغذائية
- في تنقية المياه
- في الصيدلة وصناعة الدواء.

## أجهزة الترشيح

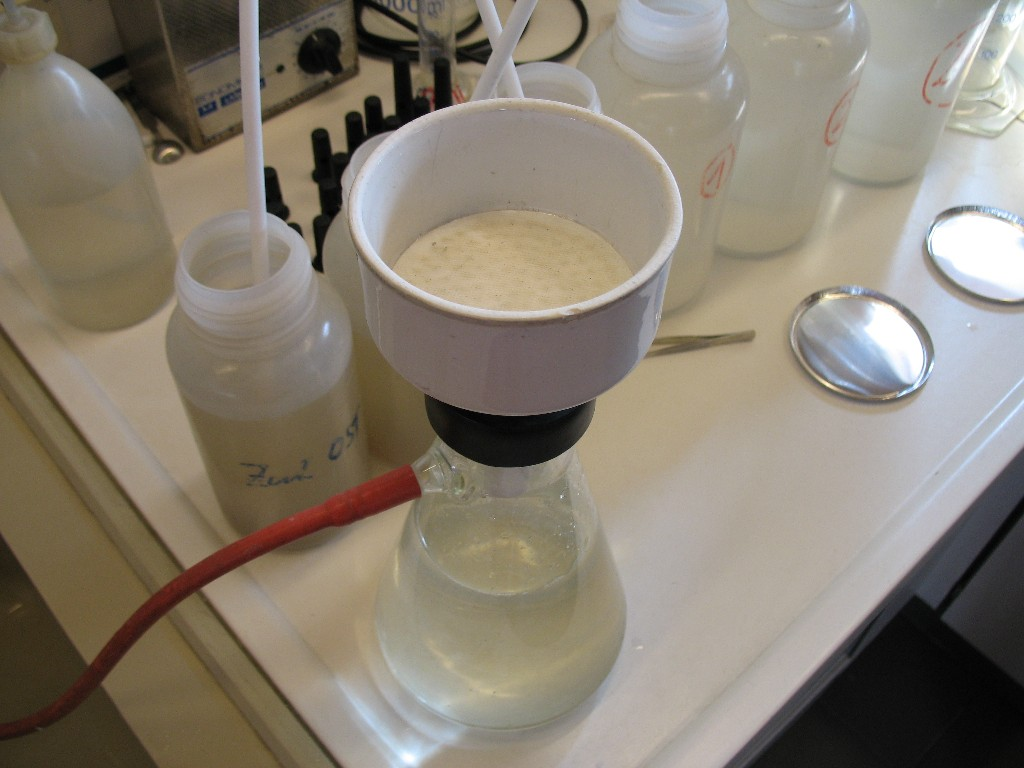
… جهاز ترشيح بسيط

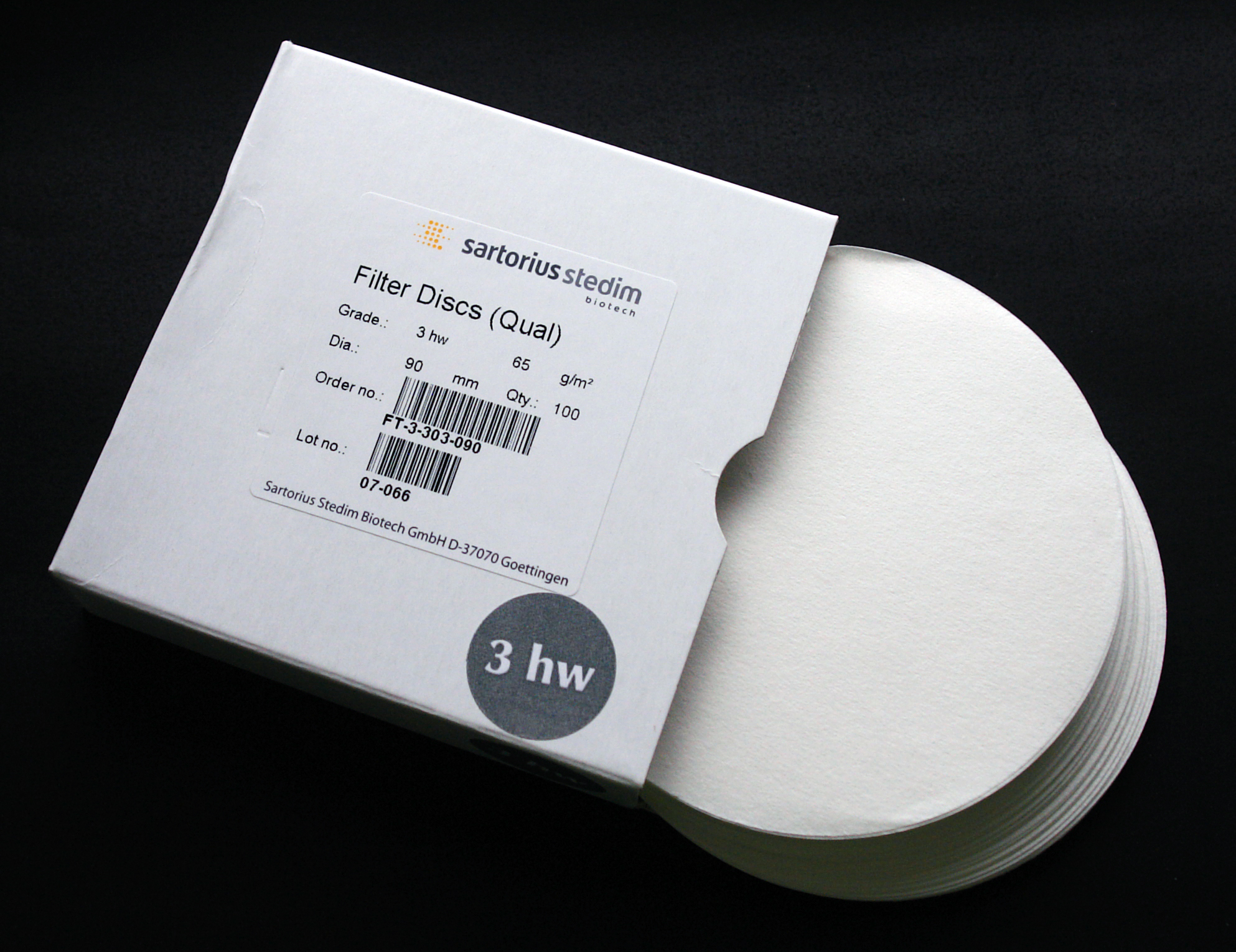
ورقة ترشيح من المستخدمة في المختبرات.

تستخدم أجهزة للترشيح كثيرا في البيوت والمختبرات ومنشآت البحث العلمي، كما تستخدم علي نطاق واسع في الصناعة، مثل الصناعات الغذائية، وتنقية المياه. ومن تطبيقاته المنزلية نجده في أكياس جمع الغبار في المكانس الكهربائية وهي أكياس ترشيح مصنوعة من الورق.
وتستخدم أجهزة ترشيح في المعامل الكيميائية وتتكون من قمع من البورسلين أو الزجاج لها قاعدة مستوية ذات ثقوب، يوضع عليها ورقة ترشيح. يصب المحلول المراد ترشيحه في القمع، وتوجد أسفل القمع وعاء لتلقي المحلول المرشح، ويسمى «الراشح» permeate . تتراكم الحبيبات التي كانت عالقة في المحلول الاصلي على ورقة الترشيح، وتسمى مستبعد Retentate .
كما توجد من هذا المرشح البسيط أنواع يمسك فيها الوعاء السفلي بإحكام في القمع ويمكن توصيلها بخرطوم يفرغ الهواء من الوعاء، بهذا تتم عملية الترشيح بسرعة.
بحسب جودة الترشيح المرغوبة، وحجم الحبيبات وكمية السائل المراد ترشيحه فيتم ذلك بطرق تقنية عديدة. فلتنقية ماء الشرب مثلا القادم من مياه سطحية أو انهار فتجرى عملية الترشيح في أحواض كبيرة وعلى مراحل لفصل العوالق من المياه. تفصل في البدء العوالق الطائفة من الماء الخام ثم يوجه الماء إلى نظام مصفاة لإزالة الحبيبات الكبيرة. ثم تجرى عد ذلك الترشيح الدقيق تستخدم فيها مواد مختلفة للترشيخ وقد تستخدم أغشية ترشيح. وإذا كان احتياج لفصل وحل أو طين فيمكن استخدام مكبس ترشيح في تلك العملية.
عند ترشيح حبيبات من وسط غازي فتستخدم غالبا مرشحات سطحية. ولتنقية كميات غازية كبيرة، مثلما في تنقية العادم في المحطات الحرارية التي تعمل بوقود أحفوري فيستخدم مرشح كهربائي إلى جانب المرشح العادي. في المرشح الكهربائي يتم فصل الحبيبات العالقة على ألواح مشحونة كهربائيا تنجذب إليها الحبيبات، ولكن هذا لا يعتبر ترشيحا بالمعنى التقليدي.
لتنقية المياه وتطهيره تجرى عمليات الترشيح في أحواض ممتلئة بكتلة ترشيح مثل الحصى أو الكربون المنشط أو مبادل أيوني حبيبي، وهي طريقة تستخدم أيضا في المفاعلات النويية لإزالة الحبيبات الدقيقة العالقة بالماء.
بالنسبة لإزالة الروائح أو مواد النكهة أو بقايا زيت من سائل فيمكن استخدام مادة ادمصاص (نوع من الامتصاص) مثل مادة AOX .
لتطهير الماء 'يمكن استخدام طريقة الأحواض التي تستقر فيها المياه فترة في الحوض أو استخدام ما يسمى الترشيج الدينامي (التحركي). والمهم في كلتا الحالتين هو أن يكون مسام نظام الترشيح أو المرشح أصغر من مقاييس الجراثيم أو البكتيريا.
تستخدم طريقةالترشيح البطيء  أحيانا لتطهير ماء الشرب، وتصل سرعة الترشيح فيها بين 0,1–0,2 متر في الساعة.وتعمل فترة بقاء الماء لفترة طويلة في حوض الحصى - بالإضافة إلى الترشيح - على نشأة تفاعلات كيميائية وتفاعلات البكتيريا وأكسدة مواد ذائبة في الماء مثل مركبات الحديد الثنائية فتحولها إلى أكسيد هيدرات الحديد الثلاثي، وهي مادة لا تذوب في الماء وتترسب وتفصل عن ماء الشرب. أما طريقة
الترشيح السريع  فتبلغ سرعة الترشيح فيها بين 5–20 متر/الساعة.

## الترشيح الدينامي

شكل 1: توضيح ترشيح الجريان التقاطعي. المحلول المراد ترشيحه feed ، يعلو تركيزه فيسمى retentate ، وينفصل الراشح permeate على الناحية الأخرى من المرشح.

الترشيح الدينامي هو ترشيح يجري فيه السائل المراط ترشيحه، قد يكون ماء أو حليبا كما هو مطبق في صناعات الألبان والمواد الغذائية. يتم الترشيح الدينامي الحديث باستخدام أغشية مناسبة مع استخدام ترشيح جريان تقاطعي Cross-Flow Filtration
. في ترشيح الجريان التقاطعل لا يكون اتجاه جريان السائل أو الغاز عموديا على غشاء الترشيح. ولكنه يجري موازيا له، وينفصل المحلول المرشح على الناحية الأخرى من الغشاء. بهذه الطريقة يمكن التحكم في أحجام الحبيبات المنفصلة.
بحسب مقاييس الحبيبات الصلبة المراد فصلها من المحلول يصنف الترشيح:
1) مرشح الميكرون: حجم الحبيبات بين 0,5–0,1 ميكرومتر،
2) ترشيح مستدق: حجم الحبيبات بين 0,1–0,01 ميكرومتر،
3) ترشيح نانوي: حجم الحبيبات 10-1 نانومتر
4) تناضح عكسي: حجم الحبيبات 1-0,1 (وهو تحلية مياه البحر، أي إزالة الملح الذائب من المياه).
بالنسبة للتناضح العكسي ففيه لا يتم فصل حبيبات عالقة لا تذوب في الماء، وإنما تبلغ أحجام الحبيبات فيه إلى حجم الجزيئات، أي أنها مواد ذائبة (مثل الملح)، ويتم فصلها بطريقة التناضح العكسي.

## اقرأ أيضا
- تقنية أغشية
- غسيل الكلى
- ترشيح جريان تقاطعي
- ترشيح نانوي
- طهارة مياه الشرب
- مستبعد (كيمياء)
- ماء الشرب
- ورق ترشيح
- ترشيح بالكربون النشط